# Dumitru Mazilu
Dumitru Mazilu (Bacău, 24 giugno 1934) è un politico, diplomatico e dissidente rumeno che svolse un ruolo chiave nella Rivoluzione del dicembre 1989.

## Biografia

### Carriera professionale
Dumitru Mazilu è nato il 24 giugno 1934 nella città di Bacău. Nel 1952, si è laureato presso la Scuola tecnica di meccanici agricoli di Bacău e seguì per diversi mesi una scuola di ufficiali della Securitate, essendo stato promosso a tenente-maggiore. Si è laureato nel 1959 presso la facoltà di giurisprudenza dell'Università di Bucarest. Segue corsi di dottorato in legge, ottenendo il titolo scientifico di Dottore in Giurisprudenza dell'Università Babeș-Bolyai di Cluj-Napoca nel 1964 con la tesi "funzioni educative e coercitive dello Stato".
Dal 1964, Dumitru Mazilu lavora come professore di diritto presso l'Accademia di Scienze politiche e Sociali "Stefan Gheorghiu" di Bucarest e come professore di diritto internazionale presso la Facoltà di ufficiali della Securitate a Baneasa. È avanzato al grado di colonnello delle truppe della Securitate.
Quindi, tra il 1965 e il 1966, Dumitru Mazilu ricopre la carica di direttore della Scuola di ufficiali della Securitate di Băneasa. Secondo il Rapporto Armageddon VII nel 2004, dice che Dumitru Mazilu era stato licenziato dagli agenti della Securitate dal consiglio scolastico dopo il suo tentativo di falsificare documenti riguardanti un incidente d'auto. Durante 1965-1968, ha ricoperto la carica di Presidente Nazionale della Sottocommissione per gli abusi di ricerca e le illegalità commesse durante il regime di Gheorghe Gheorghiu-Dej. Nel 1970 è professore presso la Commissione per l'istruzione superiore del Ministero della pubblica istruzione. Poi, tra il 1970 e il 1974, è direttore scientifico dell'Istituto di scienze politiche a Bucarest.
Chiamato come Visiting Professor alla Columbia, Harvard e Berkeley, nel 1974, Dumitru Mazilu è impiegato nella diplomazia rumena. Così, tra il 1975 e il 1986, ha lavorato come consulente legale presso il Ministero degli affari esteri, rappresentando la Romania alla Conferenza sul diritto marittimo.
Come diplomatico, è promosso dal regime comunista in Romania all'ONU. Così fu il rappresentante della Romania alla Sesta Assemblea Generale delle Nazioni Unite (1978-1985). Tra il 1984-1988, Dumitru Mazilu era un membro della Sottocommissione delle Nazioni Unite sulla lotta alla discriminazione e alla protezione delle minoranze, con sede a Ginevra (Svizzera).

### Dissidente durante il regime comunista
Tra il 1985-1992, Dumitru Mazilu detiene la posizione di relatore speciale sui diritti umani e questioni giovanili in tutto il mondo delle Nazioni Unite. Come relatore delle Nazioni Unite scrive un rapporto critico sulla situazione dei diritti umani in Romania. Informato dai servizi segreti circa l'intenzione di Dumitru Mazilu di pubblicare il rapporto, le autorità statali e dalla Romania avevano proibito di lasciare il paese per prevenire il rapporto al suo lavoro presso le Nazioni Unite e pubblicare il rapporto.
Tra il 1986-1989, è stato messo agli arresti domiciliari, in risposta alle critiche delle violazioni dei diritti umani del regime comunista in Romania. È congedato dal Ministero degli Esteri nel 1987 e gli viene ritirato il passaporto diplomatico. Gli viene impedito di andare alle sedute della sottocommissione delle Nazioni Unite per presentare i risultati del rapporto. Nel maggio 1987, il governo rumeno ha inviato una lettera alle Nazioni Unite, dimostrando che Dumitru Mazilu ha subito un attacco di cuore ed era gravemente malato.
Dumitru Mazilu ha scritto una lettera al Segretario Generale delle Nazioni Unite, in cui ha dichiarato che era stato ricoverato per due volte e di essere costretto a ritirarsi dal 1º dicembre 1987 da incarichi governativi e che, nonostante le pressioni esercitate su di lui e sulla sua famiglia, non incontrerà la richiesta del governo rumeno di rinunciare alla sua relazione. Il 1º settembre 1988, la Sottocommissione delle Nazioni Unite ha chiesto al Segretario generale delle Nazioni Unite di fare un nuovo tentativo al governo rumeno, citando la Convenzione sui privilegi e sulle immunità delle Nazioni Unite, adottata il 13 febbraio, il 1946 e sollecitando la Romania a cooperare.
In una risposta del 6 gennaio 1989, il governo rumeno ha detto che Dumitru Mazilu sarebbe stato esaminato "secondo le leggi della Romania" da un gruppo di medici che hanno deciso di inserirlo nella lista dei diplomatici che sono andati in pensione per malattia. Il governo ha negato l'applicazione della Convenzione nel suo caso e ha sottolineato che "non può essere incluso tra quelli oggetto dei 1946 relatori della Convenzione delle Nazioni Unite, le cui attività sono solo occasionali, con esperti provenienti da missioni delle Nazioni Unite."
Tuttavia, Dumitru Mazilu riesce a trasmettere surrettiziamente il rapporto a Ginevra nel mese di aprile del 1989. Il rapporto è pubblicato come documento ufficiale delle Nazioni Unite il 10 luglio 1989. L'allegato al documento intitolato "Una particolare attenzione per la Romania", presenta un'immagine molto critica del regime di Ceausescu, sottolineando che "la fame, il freddo e la paura sono stati messi al servizio di soggiogare le persone e la distruzione dei valori umani"..
In diverse occasioni, l'ONU ha cercato con tutti i mezzi di contattare il relatore speciale, ma senza alcun risultato. Nel settembre 1989, a quattro diplomatici delle ambasciate di Gran Bretagna, Paesi Bassi, Stati Uniti e Canada è stato impedito dalla Securitate di visitare il relatore speciale Dumitru Mazilu alla sua residenza dove si trovava agli arresti. Radio Free Europe, BBC, Deutsche Welle, RFI e VOA hanno ampiamente segnalato questi eventi durante i quasi cinque anni di prigionia in cui è stato tenuto l'esperto delle Nazioni Unite.
Le Nazioni Unite hanno deciso di sottoporre il caso alla Corte internazionale di giustizia de L'Aia. L'istituzione del processo all'Aia nei mesi di ottobre-dicembre 1989 il suo caso e con la decisione n. 81/15 dicembre 1989 redatta all'unanimità, ha esortato le autorità rumene a rilasciarlo immediatamente, sottolineando che Mazilu gode di immunità diplomatica delle Nazioni Unite, prevista dall'articolo 22 della Convenzione delle Nazioni Unite sui privilegi e le immunità. 

### La Rivoluzione del dicembre 1989
La Rivoluzione rumena viene innescata a Timișoara, il 17 dicembre 1989. La notte dal 21 al 22 dicembre 1989 in piena insurrezione popolare, Dumitru Mazilu viene prelevato dalla sua abitazione a Bucarest con la moglie e il figlio, dalla squadra mobile della repressione della polizia politica e incarcerato ad Alexandria. il 22 dicembre, il regime di Ceauşescu viene rovesciato, Dumitru Mazilu uscito di prigione, è nominato primo Vicepresidente del paese, sotto l'autorità provvisoria costituita dal Consiglio del Fronte di Salvezza Nazionale (CFSN). È l'autore della Proclamazione della Rivoluzione, un programma in 10 punti che è il documento su cui si basa il nuovo potere. Segna il cambiamento del regime con l'introduzione di un sistema di governo pluralistico e democratico in Romania che sostituisce la dittatura del Partito Comunista. A seguito di differenze con alcuni dei suoi colleghi del Consiglio del Fronte di Salvezza Nazionale (CFSN), Dumitru Mazilu si dimette dal CFSN 26 gennaio 1990, per protestare contro la continuazione di pratiche staliniste nel potere di nuova costituzione.